# Shigeyoshi Miwa
Shigeyoshi Miwa (三輪茂義?, Miwa Shigeyoshi; Prefettura di Aichi, 15 maggio 1892 – 27 febbraio 1959) è stato un ammiraglio giapponese, attivo durante la seconda guerra mondiale.
Si arruolò nella marina imperiale giapponese nel 1911 e si specializzò in guerra silurante. Già nel 1916 avvicinatosi ai sommergibili, approfondì le sue conoscenze dell'arma sottomarina e nel 1921-1922 servì come istruttore alla Scuola sommergibilisti e all'Accademia navale; nel 1924 concluse i due corsi corsi avanzati del Collegio navale, dove poté costruirsi una solida esperienza e ampie competenze, fu promosso capitano di corvetta e nei due anni seguenti comandò i sommergibili Ro-26 e Ro-60. In seguito fu integrato negli stati maggiori di due squadriglie di sommergibili e alla fine del decennio riprese il posto di istruttore alla Scuola sommergibilisti; lavorò nello stato maggiore della Flotta d'addestramento nei primi anni trenta e, capitano di vascello, fu messo al comando della 30ª Divisione sommergibili e poi dell'incrociatore leggero Kinu, incarichi separati da un lungo periodo di servizio nel Comando costruzioni navali. Passò il resto degli anni trenta alla guida del Distretto di guardia sull'Isola di Formosa, dove ebbe la promozione a contrammiraglio.
Alla fine del 1939 fu nominato comandante della 3ª Squadriglia sommergibili, sottoposto alla 6ª Flotta: con questo reparto partecipò all'attacco di Pearl Harbor, conducendo le sue unità a sud delle Hawaii per trarre in salvo eventuali piloti sopravvissuti all'abbattimento e interdire il passaggio alle navi statunitensi. A fine aprile 1942 transitò a terra e per oltre due anni ricoprì ruoli d'addestramento o burocratico-amministrativi, tornando in prima linea solo nel luglio 1944 come comandante della 6ª Flotta. Messo in difficoltà dal numero e dall'efficienza delle scorte navali statunitensi, si rivolse dopo la fallimentare battaglia del Golfo di Leyte (23-26 ottobre) all'impiego dei "siluri umani" kaiten per massimizzare i risultati degli attacchi dei sommergibili: la tattica raccolse successi limitati. Nel maggio 1945 fu spostato allo stato maggiore generale, ultima mansione di guerra, poiché il 6 settembre 1945 si dimise dalla marina. Morì nel febbraio 1959.

## Biografia

### Carriera iniziale
Shigeyoshi Miwa nacque nella prefettura di Aichi il 15 maggio 1892. In giovane età s'iscrisse all'Accademia navale di Etajima, studiò nella 39ª classe e si diplomò il 18 luglio 1911, cinquantanovesimo su 148 allievi; ottenne il brevetto di aspirante guardiamarina e fu imbarcato sull'incrociatore corazzato Aso, di preda bellica russa: su questa unità effettuò la crociera d'addestramento all'estero. Rientrato in patria, il 29 marzo 1912 fu trasferito alla nota nave da battaglia Mikasa e il 1º dicembre, divenuto guardiamarina, fu assegnato all'incrociatore protetto Chikuma. Il 1º dicembre dell'anno seguente intraprese il Corso base alla Scuola siluristi e dopo averlo completato passò dal 27 maggio 1914 al Corso base della Scuola di artiglieria navale: fu quindi assegnato alla nave da battaglia di preda bellica russa Iwami il 1º dicembre 1914, con annessa la promozione a sottotenente di vascello. Il 26 maggio 1915 passò all'incrociatore corazzato Adzuma, sul quale rimase oltre un anno. Il 1º settembre 1916 ebbe un doppio incarico a terra come membro dell'Unità di difesa di Kure e della 1ª Divisione sommergibili, passando poi dal 1º dicembre a servire nella 2ª Divisione sommergibili; un anno esatto più tardi fu portato al grado di tenente di vascello e intraprese gli studi al Corso B del Collegio navale di Tokyo, che era deputato a formare competenti ufficiali superiori: fece parte della 22ª classe. Il percorso accademico era breve e già il 15 aprile 1917 Miwa decise di frequentare il Corso avanzato alla Scuola siluristi, che lo tenne impegnato per quasi tutto il resto dell'anno; il 1º dicembre fu distaccato all'11ª Divisione sommergibili, dove poté costruirsi una prima esperienza nella guerra e nei battelli sottomarini. Seguì dal 1º dicembre 1919 il servizio con la 13ª Divisione sommergibili per ampliare le sue conoscenze.

### Gli anni venti e gli anni trenta

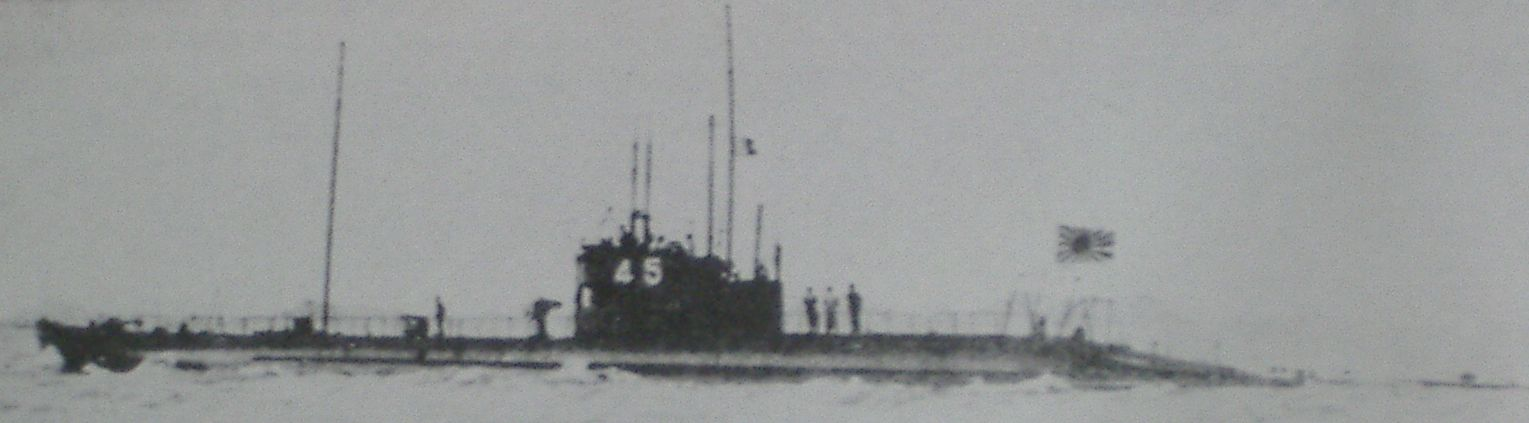
Il Ro-26 fu il primo sommergibile agli ordini di Miwa

Il 15 settembre 1920, pur mantenendo il servizio con la 13ª Divisione, Miwa ebbe l'incarico di istruttore presso la Scuola sommergibilisti viste le sue capacità. Il 1º dicembre nuovi ordini lo destinarono allo stato maggiore del 1º Squadrone sommergibili, dove fece esperienza per circa un anno. Il 10 novembre 1921 tornò al posto di istruttore alla Scuola sommergibilisti, dove ebbe ai suoi ordini una delle unità addestrative, e al contempo ricoprì lo stesso ruolo all'Accademia navale; il 30 maggio 1922 abbandonò questo secondo incarico per divenire comandante pro tempore del sommergibile di seconda classe Ro-13 e in dicembre lasciò tutte le mansioni tenute per frequentare l'impegnativo Corso A del Collegio navale: gli studi nella 22ª classe lo tennero occupato sino al diploma, ottenuto il 1º dicembre 1924. Già divenuto capitano di corvetta il 1º dicembre 1923, appena uscito dal Collegio fu nominato comandante del sommergibile di seconda classe Ro-26. Il 21 luglio 1925 passò alla testa del sommergibile di seconda classe Ro-60 e il 1º, tornato a terra, fu integrato nello stato maggiore della 1ª Squadriglia; un anno esatto più tardi fu trasferito alla 2ª Squadriglia sommergibili, nell'ottica di completare le sue doti di comando. Dopo un breve periodo presso il 3º Distretto navale con quartier generale a Sasebo a fine 1927, il 15 gennaio 1928 riprese il ruolo di istruttore alla Scuola sommergibilisti: il 10 dicembre, mentre espletava le sue funzioni, ebbe la promozione a capitano di fregata. Il 1º novembre 1929 fu trasferito al Collegio navale sempre in qualità di istruttore ed ebbe anche un ruolo minore all'interno dello stato maggiore generale.
Miwa fu trasferito al 1º Distretto navale (Yokosuka) il 1º agosto 1931 e vi rimase per due mesi, quindi passò allo stato maggiore della Flotta d'addestramento, una formazione ad hoc costituita annualmente dalla marina per le esercitazioni su grande scala. Il 31 agosto 1932 fu di nuovo assegnato al 1º Distretto navale dove lavorò per un breve periodo prima di essere nominato comandante della 30ª Divisione sommergibili, ruolo per il quale ricevette anche la promozione a capitano di vascello. Il 15 novembre 1933 lasciò il comando per un ruolo minore all'interno del Comando costruzioni navali, dove rimase per due anni: infatti solo il 15 novembre 1935 tornò in mare alla guida dell'incrociatore leggero Kinu, unità predisposta per fungere da ammiraglia di squadriglie di cacciatorpediniere e sommergibili. Il 1º dicembre 1936 Miwa divenne capo di stato maggiore del Distretto di guardia di Mako, dotato di forze navali leggere e un piccolo distaccamento aereo per il controllo delle acque dell'Isola di Formosa. Esercitò questa funzione per i due anni seguenti, senza essere coinvolto in grandi operazioni militari; divenuto contrammiraglio il 15 novembre 1938, il mese successivo lasciò Formosa, fu rimpatriato e posto a capo della Squadriglia di difesa dipendente da Sasebo.

### La seconda guerra mondiale

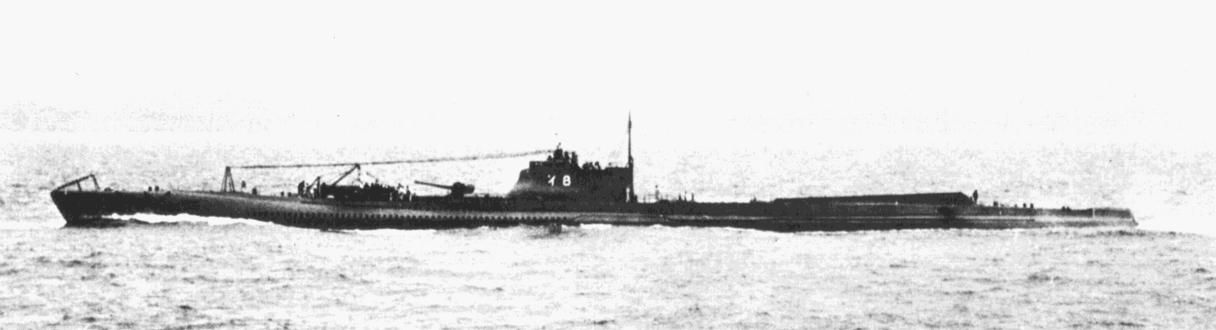
LI-8, uno dei sommergibili comandati da Miwa durante l'attacco di Pearl Harbor

Miwa rimase a Sasebo fino a poco dopo l'inizio della seconda guerra mondiale in Europa: il 15 novembre 1939 fu infatti trasferito alla testa della 3ª Squadriglia sommergibili, che alla fine del 1940 fu posto sotto il controllo dell'appena creata 6ª Flotta, che riuniva e coordinava le azioni della percentuale più moderna di sommergibili giapponesi. Nella seconda metà del 1941 prese parte, come subordinato del viceammiraglio Mitsumi Shimizu, alla pianificazione dell'attacco di Pearl Harbor, nella cui cornice il suo squadrone avrebbe svolto la missione di pattugliare con largo anticipo l'ancoraggio di Lahaina; in seguito doveva estendere il raggio di esplorazione alle acque a sud di Oahu e infine, nel corso e dopo il bombardamento aereo, aveva la responsabilità di trarre in salvo eventuali piloti abbattuti. Miwa inviò i sommergibili (I-8, I-68, I-69, I-70, I-71, I-72, I-73, I-74, I-75) verso la metà novembre ed essi presero posizione come da piano, ma in generale non ebbero influenza nell'operazione: i battelli I-68 e I-69 tentarono di trarre in salvo i sommergibili tascabili coinvolti nell'attacco, senza successo dacché erano stati tutti affondati; lo I-70 fu colpito il 10 dicembre da un bombardiere Douglas SBD Dauntless mentre navigava in emersione e andò perduto; lo I-72 avvertì che a Lahaina non vi erano navi statunitensi e il 19 dicembre silurò il mercantile Prusa;; lo I-73 bombardò sulla via del ritorno il piccolo atollo Johnston e lo I-75 cannoneggiò brevemente la cittadina di Kahului sull'isola di Maui. Nei mesi seguenti Miwa coordinò i suoi sommergibili nelle acque attorno alle Hawaii, dove rimasero sino al febbraio-marzo 1942 prima di tornare a Kwajalein nelle isole Marshall e negli arsenali giapponesi. Le crociere fruttarono alcuni risultati: lo I-69, ad esempio, cannoneggiò nel febbraio 1942 una delle due isole dell'atollo di Midway, venendo però danneggiato dal mitragliamento di alcuni caccia Brewster F2A Buffalo. Alla fine di gennaio 1942 lo I-71 affondò il trasporto statunitense General Royal T. Frank e il gemello I-72 colò a picco la petroliera Neches nei giorni immediatamente precedenti, ritardando il previsto attacco diversivo della Task force 11 all'Isola di Wake. Andò tuttavia perduto lo I-73, aggredito sulla via di ritorno per Yokosuka dal sommergibile statunitense USS Gudgeon.

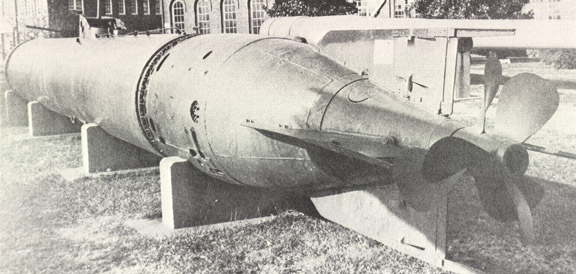
Vista laterale posteriore di un kaiten, siluro a guida umana il cui impiego fu difeso e incoraggiato da Miwa

Il 26 aprile 1942 Miwa lasciò il comando della 3ª Squadriglia e rimase a disposizione dello stato maggiore generale. Il 1º novembre ricevette la promozione a viceammiraglio e fu messo a dirigere l'Ufficio 7 del Comando costruzioni navali; il 1º maggio 1943 fu poi nominato direttore della Divisione sommergibili in seno al Ministero della marina, posizione di carattere amministrativo e organizzativo. Nel giugno 1944 la numerosa Quinta Flotta statunitense sbarcò due divisioni marine sull'isola di Saipan: qui si trovavano il quartier generale, lo stato maggiore e il comandante della 6ª Flotta (viceammiraglio Takeo Takagi), che rimasero tagliati fuori. I tentativi di trarre in salvo questo gruppo di competenti ufficiali furono tutti vani ed essi rimasero uccisi o si suicidarono alla fine della battaglia, l'8 luglio. Il comando ad interim della 6ª Flotta, provata dalla distruzione di quattordici sommergibili, fu tenuto dal contrammiraglio Noboru Ōwada a Truk, poiché il più anziano in grado tra i sottoposti del defunto Takagi; lo cedette il 13 luglio a Miwa. Questi, che formalmente aveva ricevuto l'incarico il 10, si trovò a capo di una squadra decimata, che non aveva ottenuto il minimo successo nella disastrosa campagna delle Marianne a causa delle perfezionate tattiche di lotta antisommergibile adottate dalla marina statunitense, amplificate peraltro dal numero e dall'efficienza di cacciatorpediniere, cacciatorpediniere di scorta, cacciasommergibili e altro naviglio leggero. Miwa s'impegnò dunque per ricostituire la flotta, dovendo comunque integrare sommergibili costieri o di modello non proprio recente. Nel settembre e ottobre 1944 fu messo al corrente dei vari "piani della vittoria" (Shō-Gō) studiati dall'ammiraglio Soemu Toyoda per contrastare le possibili direttrici d'avanzata americane: a metà ottobre fu attivato Shō-Gō 1 per la difesa delle Filippine e un complesso attacco di superficie alle unità anfibie statunitensi nel Golfo di Leyte. Miwa ebbe ordine di dispiegare quattordici battelli a est di Leyte e Samar allo scopo di prendere alle spalle le formazioni nemiche: essi furono ripartiti nella divisione "A" (I-26, I-45, I-53, I-54, I-56), divisione "B" (I-38, I-41, I-44, I-46, Ro-41, Ro-43, Ro-46) e divisione "C" (Ro-109, Ro-112). Miwa rimase a Kure a bordo della sua ammiraglia, la nave appoggio sommergibili Tsukushi Maru.
La 6ª Flotta partecipò alla lunga battaglia ma non riuscì a distruggere obiettivi di rilevanza strategica: lo I-45 affondò il cacciatorpediniere di scorta USS Eversole la mattina presto del 28 ottobre (rimanendo a sua volta vittima di un altro cacciatorpediniere) e lo I-56 danneggiò gravemente la portaerei di scorta USS Suwannee, che però fu salvata. Dopo questo ennesimo fallimento, Miwa ripose tutte le sue speranze in una forma estrema di attacco: i kaiten, siluri modificati perché uno o due uomini potessero sedervi all'interno e pilotarli con precisione contro i bersagli. La prima missione fu preparata per il 9 novembre e coinvolse i sommergibili I-36, I-47 e I-37, incaricati di sganciare i siluri presso l'atollo di Ulithi e le isole Palau; il 7 novembre Miwa tenne un discorso galvanizzante e fece dono a ognuno dei piloti di una spada corta wakizashi e di una fascia hachimaki, simbolo di perseveranza. Il 9 novembre i tre battelli salparono dal Giappone e diressero verso i bersagli, ma nessuna unità fu colpita e anzi lo I-37 andò distrutto; tuttavia, nel corso di una riunione tenutasi il 2 dicembre 1944 a bordo della Tsukushi Maru Miwa e il suo stato maggiore, male informati da rapporti erronei, conclusero che erano state colate a picco ben tre portaerei e due corazzate. Il viceammiraglio divenne dunque acceso difensore della tattica suicida (difatti l'equipaggio non poteva lasciare in tempo l'ordigno) e subito organizzò una seconda operazione di kaiten per attacchi simultanei a Hollandia, isole dell'Ammiragliato, Ulithi, Guam stabiliti per l'11 e il 12 gennaio 1945. Anche in questo caso i risultati furono assai limitati, poiché fu affondata una sola petroliera a Guam, lo I-48 fu perduto e i kaiten dello I-53 esplosero durante la corsa.

### Ultimi anni, ritiro e morte
Nonostante le perdite e le difficoltà, Miwa studiò altri attacchi per i mesi seguenti. Il 28 marzo inviò lo I-47 ad attaccare le numerose forze navali statunitensi che incrociavano al largo dell'Isola di Okinawa, ma il battello fu danneggiato da alcune cannonate e fu costretto a rientrare a Kure senza aver lanciato alcun kaiten. Dal 26 aprile la 6ª Flotta moltiplicò gli attacchi con i kaiten, ma l'esito di questo genere di offensiva rimase controverso. Forse proprio a causa dei fallimenti, il 1º maggio 1945 Miwa fu rimosso dal comando della flotta e trasferito allo stato maggiore generale della marina, dove lo trovò la fine del conflitto. Il 6 settembre, quattro giorni dopo la capitolazione formale del Giappone, rassegnò le dimissioni e si ritirò a vita privata. Morì il 27 febbraio 1959, all'età di 66 anni.